# Trung tâm hỗ trợ giáo dục thanh thiếu niên Việt Nam
Trung tâm Hỗ trợ Giáo dục Thanh thiếu niên Việt Nam (4T Center) là một tổ chức xã hội thuộc Trung ương Hội Khuyến Học Việt Nam hoạt động trên cơ sở phi lợi nhuận với mục đích hỗ trợ giáo dục và phát triển thanh thiếu niên thông qua các hoạt động xã hội, tham gia chương trình ngoại khóa trải nghiệm thực tế, tạo cơ hội phát triển toàn diện cho các thế hệ thanh thiếu niên ở Việt Nam.

## Lịch sử
Trung tâm 4T khởi đầu từ các nhóm tình nguyện viên với thành viên đến từ các trường đại học ở Hà Nội. Trung tâm đã hoạt động trong 2 năm trên phương thức vận hành của một doanh nghiệp xã hội. Ngày 23 tháng 9 năm 2011,  Trung tâm Hỗ trợ Giáo dục Thanh thiếu niên Việt Nam chính thức thành lập, là tổ chức phi lợi nhuận trực thuộc Trung ương Hội Khuyến học Việt Nam.
Cuối năm 2011, 4T trở thành đối tác của tổ chức 4-H tại Việt Nam. Vào tháng 12 năm 2011, đại diện của Trung tâm 4T đã tham dự Đại hội mạng lưới 4-H Châu Á tại Hàn Quốc.

## Tôn chỉ hoạt động
4T là chữ cái đầu của 4 từ: Trí - Tâm - Thân - Tay
Mục tiêu 4T
Trí - phát triển về nhận thức
Tâm - phát triển về cảm xúc
Thân - phát triển về thể chất
Tay - phát triển về kỹ năng
Ghi nhớ 4T:
Trí sáng suốt cần chăm học hỏi
Tâm nhân ái cần biết sẻ chia
Thân khỏe mạnh cần luôn rèn luyện
Tay khéo léo chú trọng thực hành

## Chương trình hoạt động
Chương trình hỗ trợ hoạt động ngoại khóa
Trung tâm 4T có các chương trình hỗ trợ, khảo sát, xây dựng và triển khai các hoạt động ngoại khóa, các chương trình trong và ngoài nhà trường, tạo cơ hội cho học sinh, thanh thiếu niên được tham gia và phát triển bản thân thông qua các chương trình ngoại khóa cho học sinh tại các trường học và trẻ em tại các khu dân cư.
Trại kỹ năng (camp)
Các Trại kỹ năng hay Camp là một trong các chương trình trọng điểm của Trung tâm 4T. Camp gồm các hoạt động ngoại khóa vui chơi, học tập cho học sinh, sinh viên tham gia với mục đích phát triển các kỹ năng và kiến thức xã hội cần thiết cho việc phát triển bản thân.
Trung tâm 4T có tổ chức các trại cuối tuần và trại hè theo các chủ đề khác nhau cho nhiều đối tượng trẻ em và thanh thiếu niên tham gia. Trong dịp hè 2011, Trung tâm 4T đã tổ chức sự kiện "Hello Summer Camp" với sự tham gia của phụ huynh và các em học sinh thuộc khu vực Hà Nội.
Mạng lưới câu lạc bộ thanh niên tình nguyện 4T
Mạng lưới thanh niên tình nguyện 4T tập hợp nhiều câu lạc bộ thanh niên hoạt động trong nhiều lĩnh vực như kỹ năng, ngoại khóa, quốc tế, môi trường,... hoặc trên nhiều địa bàn tại các trường đại học. Thành viên trong các câu lạc bộ được tham gia vào các dự án, chương trình trại hè và các hoạt động mang tính chất cộng đồng và phát triển thanh thiếu niên.

## Các dự án chính
Xây dựng website "truonghocvungcao.vn"
Dự án được thực hiện nhằm mục tiêu xây dựng một trang web với tên gọi trường học vùng cao Lưu trữ ngày 15 tháng 4 năm 2012 tại Wayback Machine nhằm kêu gọi nguồn tài trợ và tình nguyện viên hỗ trợ giúp các em nhỏ ở các trường học ở các tỉnh miền núi phía Bắc. Trang web cung cấp các thông tin cần thiết về tình trạng giáo dục ở các địa phương và kêu gọi đóng góp để xây dựng trường học, hỗ trợ cho trẻ em miền núi có một cơ sở học tập tốt và cải thiện nền giáo dục của địa phương.
"Thanh niên liêm chính hướng tới một xã hội ngày càng minh bạch hơn", tài trợ bởi Tổ chức Minh bạch Quốc tế
Dự án thúc đẩy sự hiểu biết và hành động tích cực của thanh niên về phòng chống tham nhũng thông qua tuyên truyền và thực hành liêm chính, đồng thời đào tạo những thanh niên này trở thành người tập huấn cho học sinh trung học. Trong quá trình triển khai dự án, cuộc thi "Kết nối phẳng" được tổ chức, thu hút sự tham gia của sinh viên đến từ các trường đại học và câu lạc bộ thanh niên.